# 新宿交通公園
新宿交通公園（にいじゅくこうつうこうえん）は、東京都葛飾区新宿にある交通公園。

## 概要
1969年7月17日に葛飾区で最初の交通公園として開園。自転車･ゴーカート･三輪車･豆自動車の遊具を無料の貸し出しを行っており、公園内を走行できる。園内を1周するミニSLがある。これは、トンネルや踏切があり、運転が出来るイベントも年に5回ある。また、そのほかにも都営バスや消防車が展示されているだけでなく、人工芝の広場にはコンクリートの卓球台がある。
2024年、施設の老朽化に伴い、2029年を目途に同じ葛飾区の企業であるタカラトミーの協力を受けトミカとプラレールを取り入れる形で一新されることになった。

### 都営バス
現在（2006年～現在）
1993年型日産ディーゼル・U-UA440HSN型が展示されている。当該車両は2006年まで江東営業所に在籍していたL-Z281号車（足立22か4712）である。

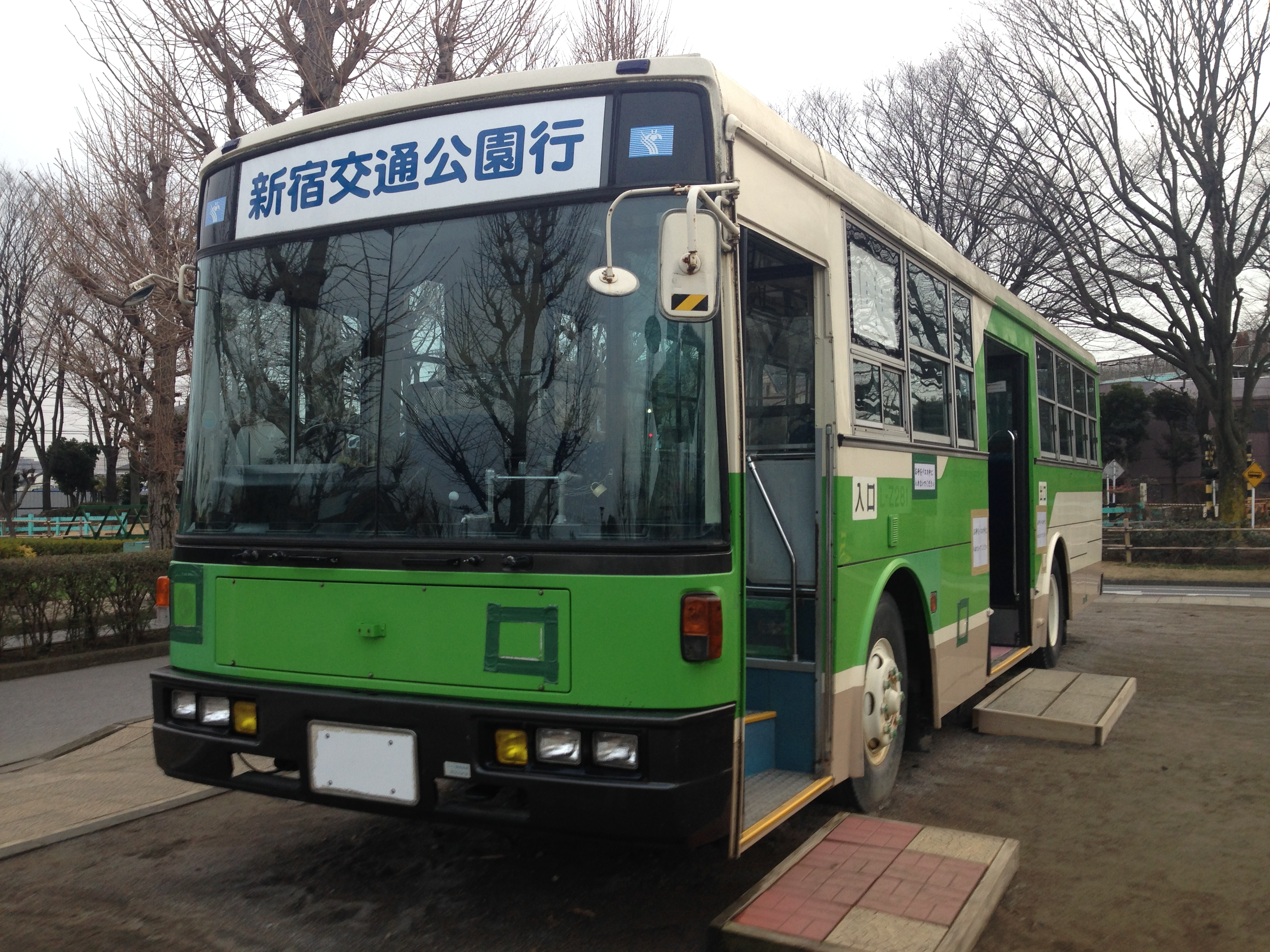
新宿交通公園に展示されている都営バスの前面
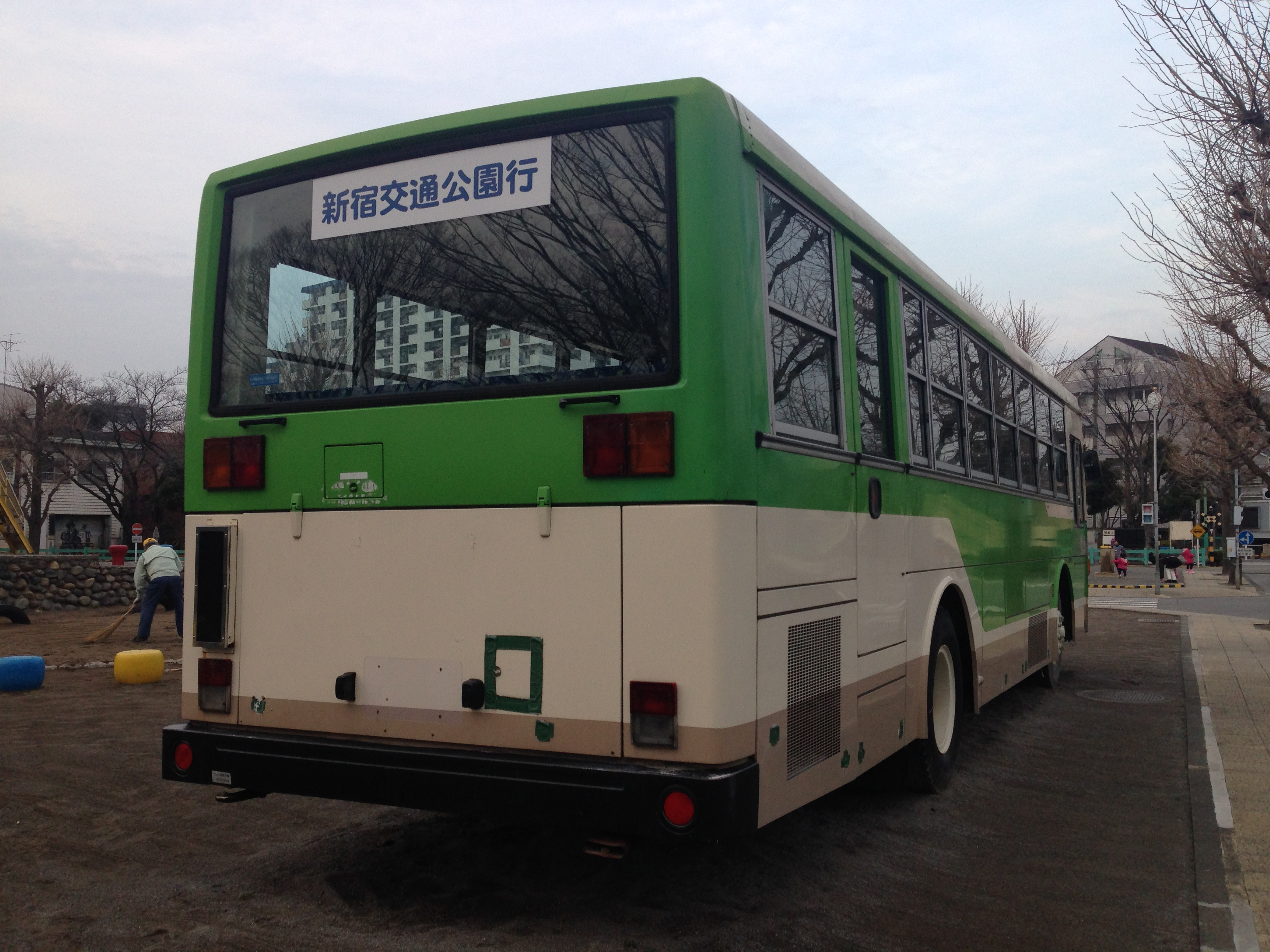
バスの後面
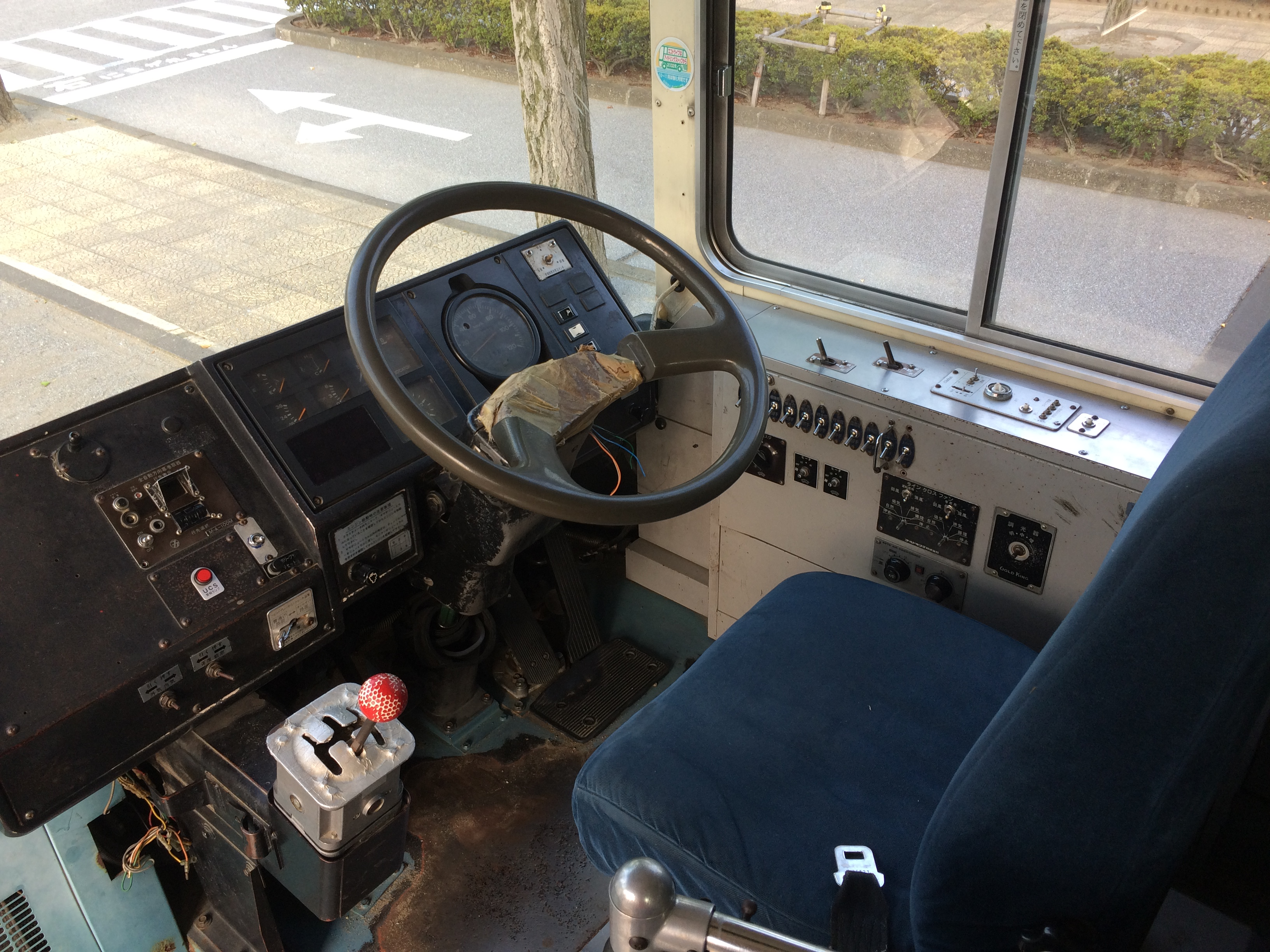
バスの運転席
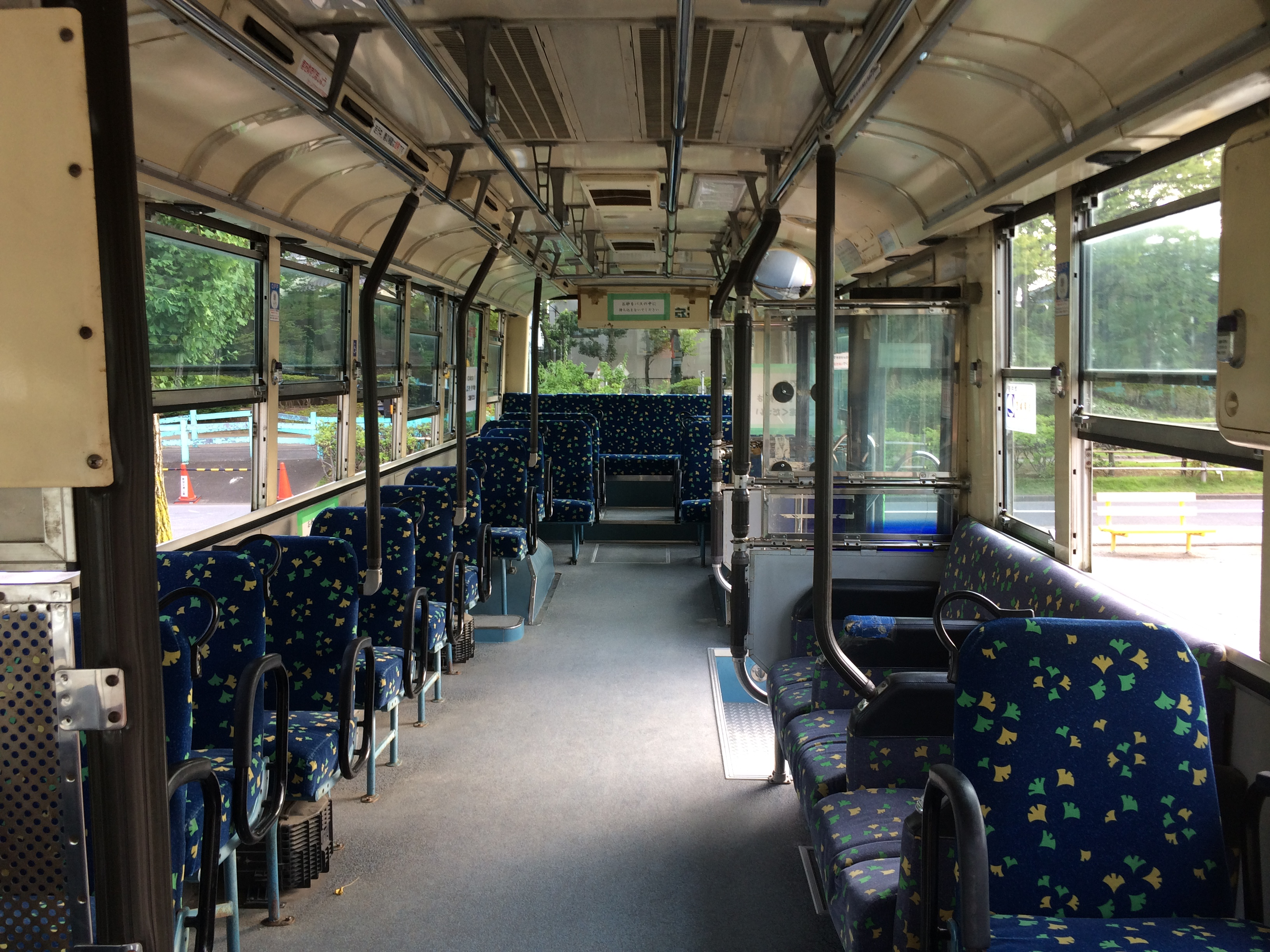
バスの車内、一部ステッカー類も残っている
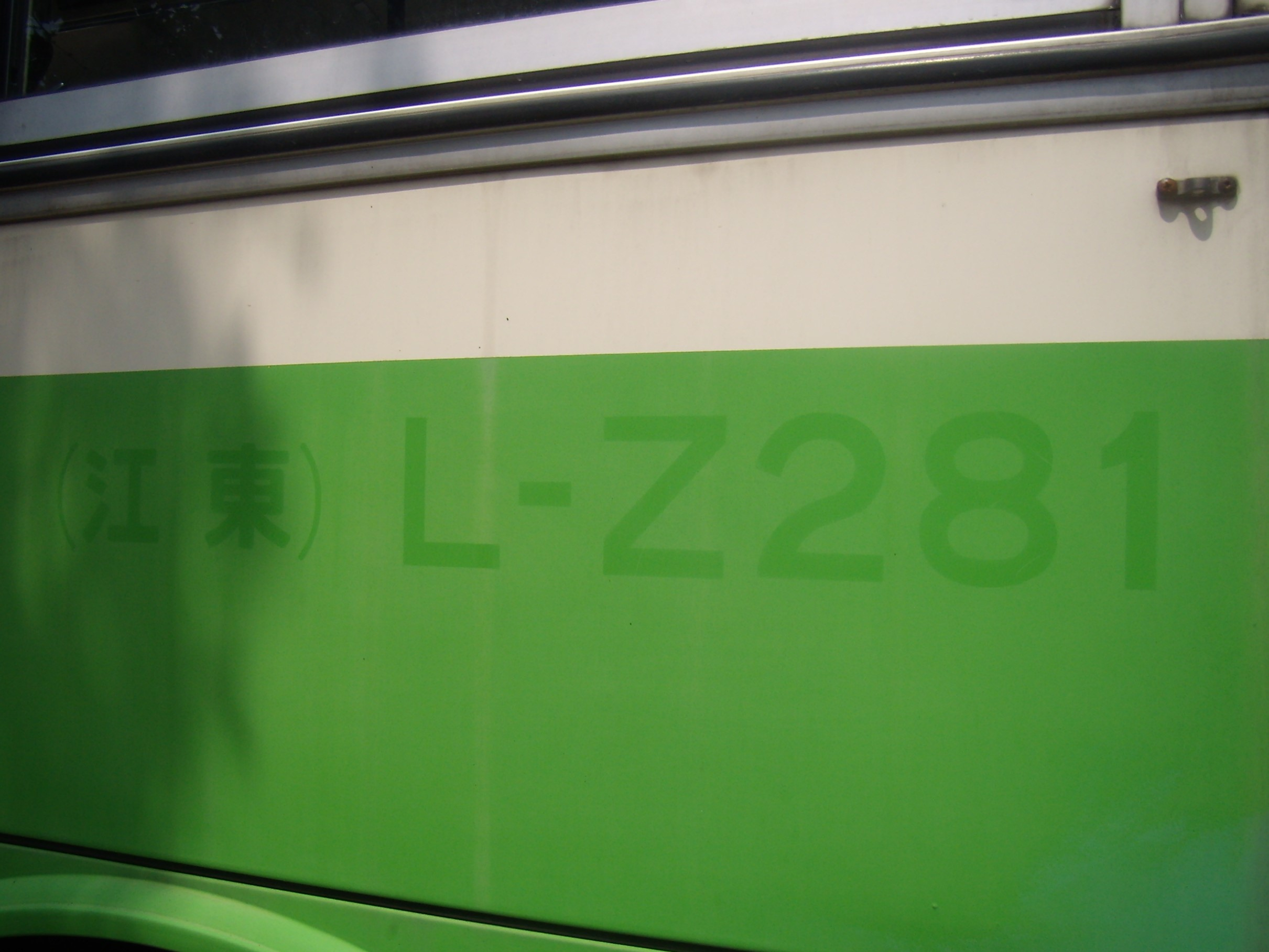
バスの左側面に、「（江 東）L-Z281」と表記されていた跡が見える（右側面も一部が見える）

過去（1992年～2006年）
1982年型三菱ふそう・K-MP107K型（ブルドッグ）が展示されており、この車は南千住営業所青戸支所に1992年まで在籍していたZ-L593号車（足立22か2239）だった。
1992年当初は美濃部カラーで展示されていたが、荒廃などの関係で途中から都営カラーに変更された。

### ミニSL
- ライブスチーム型のSLで、土日と祝日に走っている[注釈 1]。12月28日～1月4日は走行しない。就学前児童は無料だが、大人の方の付き添いが必要。小学生は1回30円で中学生以上は1回100円。ただし、身体障害者手帳、愛の手帳または療育手帳、精神障害者保健福祉手帳のいずれかをお持ちの方がミニSLに乗車される場合、受付窓口で手帳を提示していただくことにより乗車料金が免除され、尚且つ介護者（1名）が一緒に乗車される場合、その方の乗車料金も免除される。ちなみにこどもの日とスポーツの日は、無料開放日となり無料で乗車可能。

## 開園時間
- 9:00~17:00（年末年始はお休み）[1]

## アドレス
- 〒125-0051　東京都葛飾区新宿3-23-19
- 休園日は、12月29日から1月3日まで
- 駐車場:無[1]

### アクセス
- JR常磐線金町駅、京成金町線京成金町駅下車。徒歩約20分
- 都営バスの場合、金町駅～浅草寿町系統に乗り「亀有警察署前」下車。徒歩約5分[1]